# Jason Blum
Jason Ferus Blum (Los Angeles, 20 de febrer de 1969) és un productor cinematogràfic estatunidenc, nominat a un premi de l'Acadèmia per la pel·lícula Whiplash (2014). Blum és el fundador i l'executiu en cap de la productora Blumhouse Productions, especialitzada en films de terror.

## Vida i carrera
Blum va néixer a Los Angeles, Califòrnia, fill de Shirley Nielsen, una professora d'art, i d'Irving Blum un marxant d'art. La seva mare s'havia casat anteriorment amb el director de museu Walter Hopps. Blum va treballar pels germans Bob i Harvey Weinstein com a productor executiu i després com a productor independent per Warner Bros. També va estar treballant com a director de producció en la companyia americana de teatre Malaparte d'Ethan Hawke. Blum es va graduar en el Vassar College.
Va obtenir finançament per a la seva primera pel·lícula com a productor, Kicking and Screaming (1995), després de rebre una carta d'un familiar llunyà, l'actor Steve Martin, que li va endosar el guió. Blum va adjuntar a la carta dues còpies del guió que va enviar a productors executius de Hollywood. L'any 2000 va fundar la productora Blumhouse Productions, especialitzada en la producció de pel·lícules de baix pressupost. Algunes de les pel·lícules d'aquesta productora han estat molt rendibles. La pel·lícula de terror Paranormal Activity, per exemple, es va produir amb un pressupost de 15.000 dòlars, i va recaptar prop de 200 milions de dòlars.
El 14 de juliol de 2012, Blum es va casar amb la periodista Lauren A.E. Shuker a Los Angeles, Califòrnia.

## Filmografia
| - 1995: Kicking and Screaming (associat) - 2000: Hamlet - 2002: Hysterical Blindness (telefilm) (executiu) - 2004: The Fever - 2006: Griffin & Phoenix - 2006: The Darwin Awards - 2006: Graduation (executiu) - 2007: Paranormal Activity - 2008: The Accidental Husband - 2008: El lector (co-executiu) - 2009: Washingtonienne (sèrie de televisió) - 2010: Tooth Fairy - 2010: Insidious - 2010: Paranormal Activity 2 - 2011: Paranormal Activity 3 - 2012: Sinister - 2012: The River (sèrie de televisió, 8 episodis) - 2012: Lawless (executive) - 2012: The Lords of Salem - 2012: The Bay - 2012: Paranormal Activity 4] - 2013: Dark Skies - 2013: Stranded (sèrie de televisió, 6 episodis) - 2013: The Purge - 2013: Plush - 2013: Insidious: Chapter 2 - 2014: Paranormal Activity: The Marked Ones - 2014: Whiplash - 2014: 13 Sins (executiu) - 2014: Creep - 2014: Not Safe for Work - 2014: The Normal Heart (telefilm) (executiu) - 2014: Oculus]' (executiu) - 2014: The Purge: Anarchy - 2014: The Town That Dreaded Sundown - 2014: Jessabelle - 2014: Ouija - 2014: Stretch (inèdit) - 2014: Area 51 - 2014: Ascension (minisèrie de televisió) (executiu) - 2015: The Boy Next Door | - 2015: The Lazarus Effect - 2015: Amityville: The Awakening - 2015: Incarnate - 2015: In a Valley of Violence - 2015: 6 Miranda Drive - 2015: Insidious: Chapter 3 - 2015: Sinister 2 - 2016: Jem and the Holograms - 2016: The Veil - 2016: Sleight (executiu) - 2016: In a Valley of Violence - 2016: Hush - 2016: The Darkness - 2016: Lowriders - 2016: The Purge: Election Year - 2016: Viral - 2016: Birth of the Dragon (executiu) - 2016: Split - 2016: Ouija: Origin of Evil - 2016: Incarnate - 2017: Get Out - 2017: Stephanie - 2017: The Keeping Hours - 2017: Amityville: The Awakening - 2017: Creep 2 - 2017: Happy Death Day - 2018: Insidious: The Last Key - 2018: Unfriended: Dark Web - 2018: Stockholm (executiu) - 2018: Upgrade - 2018: Benji - 2018: Truth or Dare - 2018: Delirium - 2018: BlacKkKlansman - 2018: The First Purge - 2018: Halloween - 2018: Bloodline - 2018: Seven in Heaven - 2019: Glass - 2019: Happy Death Day 2U - 2019: Us - 2019: Adopt a Highway - 2019: Ma - 2019: You Should Have Left - 2019: Don't Let Go - 2019: Black Christmas |

## Premis i nominacions
Premis
- 2014: Primetime Emmy al millor telefilm per The Normal Heart

Nominacions
- 2015: Oscar a la millor pel·lícula per Whiplash